# Graber

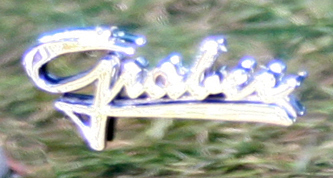
Logotipo da Graber

A Graber, também conhecida por Carrosserie Hermann Graber, foi uma construtora de carroçarias da Suíça, sediada em Wichtrach. A companhia foi fundada em 1924 por Hermann Graber, e é mais conhecida pela sua colaboração com o fabricante Alvis Car and Engineering Company.

## Galeria

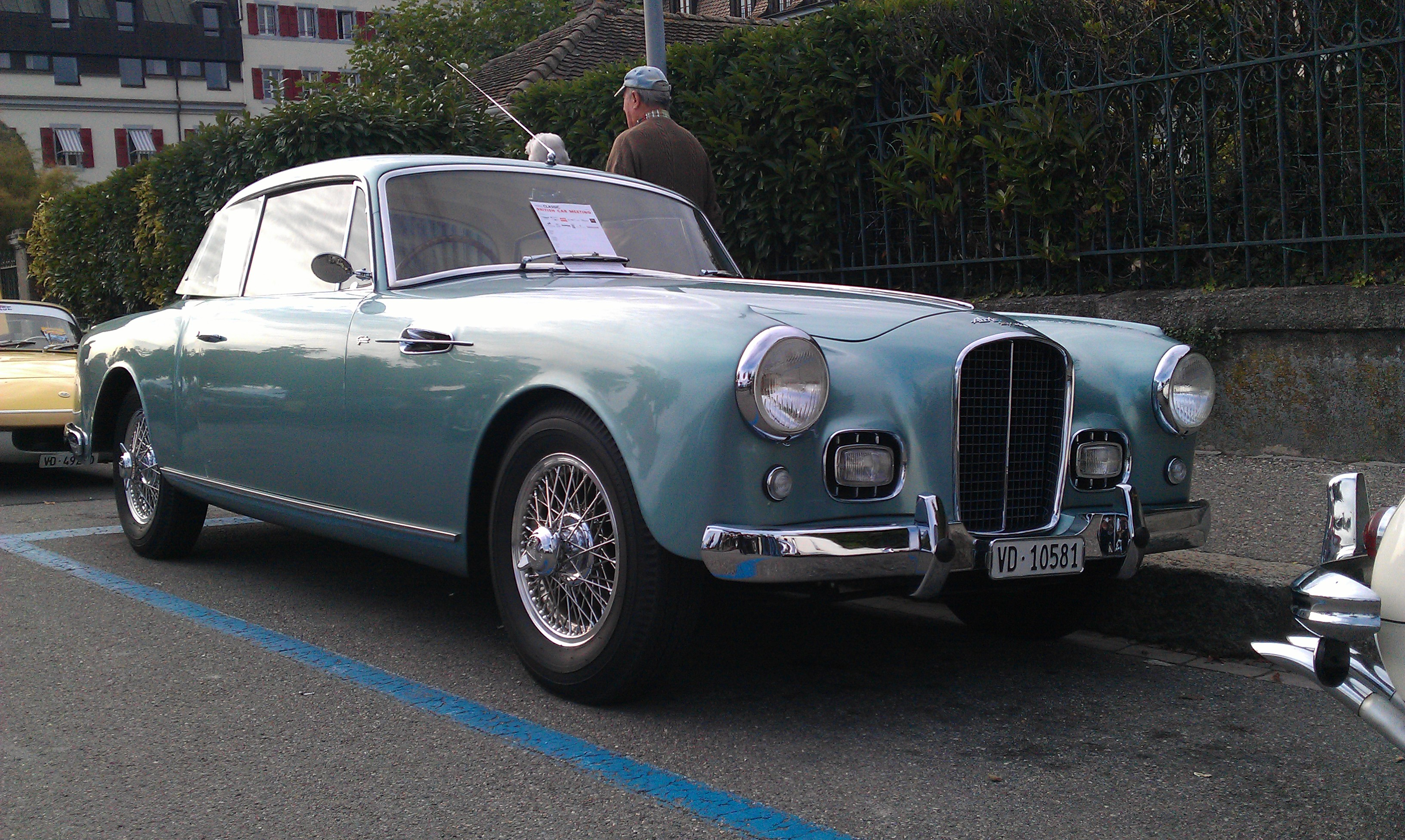
Alvis Graber TC 108 G
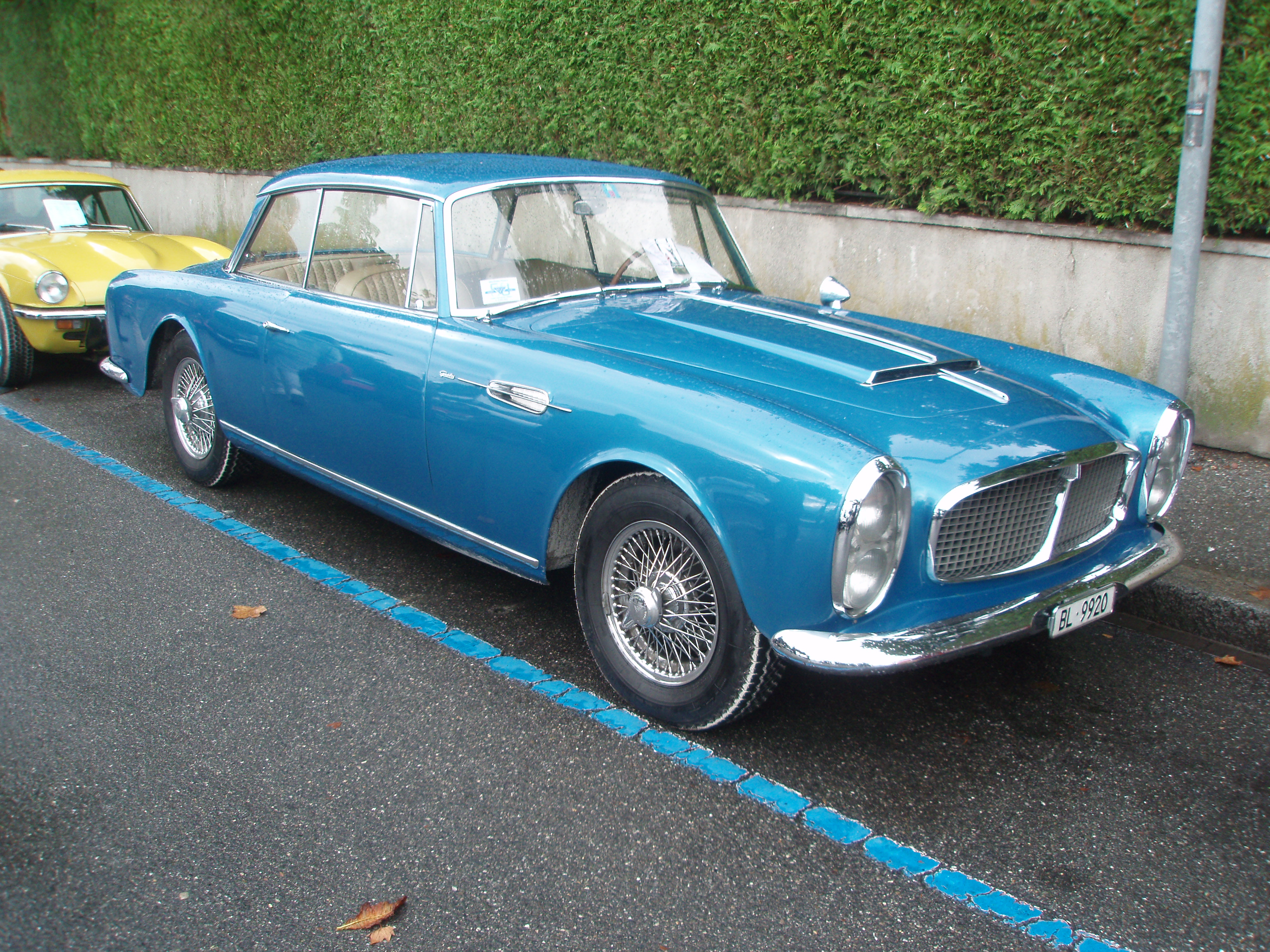
Alvis TE21 Graber Super